# (34306) 2000 QP183
2000 QP183 (asteroide 34306) é um asteroide da cintura principal. Possui uma excentricidade de 0.20684020 e uma inclinação de 3.32245º.
Este asteroide foi descoberto no dia 25 de agosto de 2000 por LINEAR em Socorro.